# 扎利夏 (尼任區)
50°59′54″N 32°49′37″E / 50.99833°N 32.82694°E
扎利夏（羅馬化：Zalissia）是烏克蘭北部的村莊，隸屬切爾尼希夫州的尼任區。該村始建於1935年，面積0.35平方公里，海拔高度139米，2006年人口27，人口密度每平方公里77.1人。